# Кяргино
Кяргино (рос. Кяргино) — присілок у Лодєйнопольському районі Ленінградської області Російської Федерації.
Населення становить 3 особи. Належить до муніципального утворення Альоховщинське сільське поселення.

## Історія
Згідно із законом від 20 вересня 2004 року № 63-оз належить до муніципального утворення Альоховщинське сільське поселення.

## Населення
| 1879 | 1905 | 1927 | 1958 | 1997 | 2007 | 2010 |
| ---- | ---- | ---- | ---- | ---- | ---- | ---- |
| 84   | ↗185 | ↗225 | ↘53  | ↘4   | ↘3   | ↗4   |
| 2014 | 2015 | 2016 |      |      |      |      |
| ↘3   | →3   | →3   |      |      |      |      |